# Darmon Meader
Darmon August Meader (26 augustus 1961) is een Amerikaanse jazzzanger, saxofonist en arrangeur.

## Loopbaan
Meader richtte na zijn studie aan Ithaca College in 1987 met Peter Eldridge, Kim Nazarian, Caprice Fox en Sara Krieger de vocale groep New York Voices op, dat in 1988 zijn eerste optredens had. In 1989 verscheen op GRP Records hun debuutalbum. Tot 2007 verschenen er talrijke platen van de groep, op GRP, later bij RCA Victor, Concord en MCGJazz. In 2008 werd Meader met Jay Ashby en Kim Nazarian voor een Grammy (in de categorie Best Instrumental Arrangement Accompanying Vocalist(s)) genomineerd. Dit voor het arrangement van In the Wee Small Hours of the Morning (op het album A Day Like This van de New York Voices). In datzelfde jaar verscheen Meader's debuutalbum And So I Am. 
In de jazz was hij als muzikant en arrangeur in de periode 1989-2012 betrokken bij 60 opnamesessies,
onder ander van Tommy Igoe, Janet Marlow, John Pizzarelli, het Count Basie Orchestra (de ghostband), de Birdland Big Band, Don Sebesky, Paquito D’Rivera, Nancy Wilson, Andreas Öberg en Bobby McFerrin, alsook van Cissy Houston.
Meader is jazzzang aan Indiana University.

## Discografie (selectie)
- Amy London, Darmon Meader, Dylan Pramuk, Holly Ross Royal Bopsters (Motéma 2015, met Jon Hendricks, Mark Murphy, Sheila Jordan, Annie Ross, Bob Dorough)[3]